# Busto de Amenemhat V
El busto de Amenemhat V en esquisto, es un fragmento de una escultura que representa al faraón del Antiguo Egipto Amenemhat V (1796 - 1793 a. C. ), que reinó a principios de la XIII dinastía. Es una de las mejores creaciones artísticas de la época, y se conserva en el Kunsthistorisches Museum de Viena.

## Descripción
El busto, incompleto en su lado izquierdo, mide 35 cm de altura y originalmente formaba parte de una estatua a tamaño natural del gobernante sedente, tallada en esquisto. El faraón lleva el típico tocado nemes con un ureo parcialmente destruido al igual que la nariz; destacable es su sonrisa, que se aparta de la costumbre de no mostrar emociones en los rostros de los sujetos de la estatuaria. Los indicios de realismo, a pesar de la completa idealización del tema, siguen una tendencia ya establecida bajo Amenemhat III.
El hallazgo no lleva ninguna inscripción, por lo que no fue posible identificarlo ni fecharlo durante mucho tiempo. Generalmente se creía que pertenecía al Periodo tardío de Egipto o a la época tolemaica. En 1985 se produjo la publicación definitiva de los hallazgos arqueológicos encontrados en Hekaib, en la isla de Elefantina. Estaba formada principalmente por estelas y estatuas, entre ellas una escultura del faraón Amenemhat V descubierta en noviembre de 1932, sin cabeza. Tres años después de la publicación completa de los objetos encontrados, la egiptóloga Biri Fay publicó un artículo en el que demostraba que el busto de Viena pertenecía a la estatua encontrada en 1932.

## Historia
El busto probablemente fue adquirido en 1821 y llegó poco después a Viena. La cabeza aparece mencionada por primera vez en un inventario del museo de 1824 (clasificada como busto femenino). Perteneció a las piezas del Antiken-Cabinet encargadas por la emperatriz María Teresa en 1765. La estatua había sido encontrada entre los restos del templo de Hekaib, aunque originalmente debió adornar el templo local de Satet. En el momento del descubrimiento, estaba destrozada y faltaba por completo una parte de la espalda y los brazos. El trono cúbico lleva dos inscripciones junto a las piernas de Amenemhat, en la parte delantera y en la parte superior del asiento, que llaman al rey por su nombre y también el amado de Satet, señora de Elefantina.